# Ferrari SF-25
El Ferrari SF-25 es un monoplaza de Fórmula 1 diseñado por la Scuderia Ferrari para disputar la temporada 2025. Es manejado por Charles Leclerc y por Lewis Hamilton, que disputa su primera temporada como piloto de Ferrari tras estar 12 temporadas en Mercedes.
El monoplaza fue presentado el 18 de febrero de 2025 en Londres, y fue manejado por primera vez al día siguiente en el circuito de Fiorano.

## Resultados

### Fórmula 1
(Clave) (negrita indica pole position) (cursiva indica vuelta rápida)

| Año   | Motor           | Neu. | N.º | Pilotos         | 1   | 2    | 3   | 4   | 5   | 6   | 7   | 8   | 9   | 10  | 11  | 12  | 13  | 14  | 15  | 16  | 17  | 18  | 19  | 20  | 21  | 22  | 23  | 24  | Puntos | Pos. |
| ----- | --------------- | ---- | --- | --------------- | --- | ---- | --- | --- | --- | --- | --- | --- | --- | --- | --- | --- | --- | --- | --- | --- | --- | --- | --- | --- | --- | --- | --- | --- | ------ | ---- |
| 2025* | 066/12 V6 Turbo | P    |     |                 | AUS | CHN  | JPN | BHR | ARA | MIA | EMI | MON | ESP | CAN | AUT | GBR | BEL | HUN | NED | ITA | AZE | SIN | USA | MEX | SÃO | LVG | QAT | ABU | 260    | 2.º  |
| 2025* | 066/12 V6 Turbo | P    | 16  | Charles Leclerc | 8   | DSQ5 | 4   | 4   | 3   | 7   | 6   | 2   | 3   | 5   | 3   | 14  | 34  | 4   |     |     |     |     |     |     |     |     |     |     | 260    | 2.º  |
| 2025* | 066/12 V6 Turbo | P    | 44  | Lewis Hamilton  | 10  | DSQ1 | 7   | 5   | 7   | 83  | 4   | 5   | 6   | 6   | 4   | 4   | 7   | 12  |     |     |     |     |     |     |     |     |     |     | 260    | 2.º  |

- * Temporada en progreso.